# TKi100
TKi100 – zbiorcze oznaczenie nietypowych normalnotorowych parowozów - tendrzaków o układzie osi 1'C, stosowane przez Polskie Koleje Państwowe po 1945 roku.
Do serii TKi100 zaliczono 17 różnych lokomotyw poniemieckich, wyprodukowanych w latach 1898-1934, pochodzących m.in. z nacjonalizowanych kolei lokalnych i prywatnych. Część z nich należała do znormalizowanego typy ELNA2. Do serii tej zaliczono także dwa parowozy pruskiej serii T26 o układzie osi C1, pierwotnie posiadające napęd zębaty, zdemontowany jeszcze w niemieckiej służbie (były to TKi100-4 i 17, dawne niemieckie 97 027 i 97 029). Niezgodnie z polskim systemem oznaczeń, do serii tej zaliczono także dwie lokomotywy o układzie osi 1'C1': TKi100-10 i 16 (oznaczenie pierwszej z nich zostało później skorygowane na TKl100).
TKi100-16 (o układzie osi 1'C1') jest obecnie zachowany w Muzeum Kolejnictwa w Warszawie.